# Forcipomyia nasuensis
Forcipomyia nasuensis är en tvåvingeart som beskrevs av Kitaoka 1994. Forcipomyia nasuensis ingår i släktet Forcipomyia och familjen svidknott. Inga underarter finns listade i Catalogue of Life.